# Casus foederis
Casus foederis (del llatí casus, 'cas' i foederis, 'tractat') és una locució llatina de l'àmbit de la geopolítica i de la diplomàcia amb el significat de «cas d'aliança». Defineix una situació en la qual una aliança entre estats sobirans desencadena que un (o més) dels seus signants hagi de participar en un conflicte armat per a defensar-ne un altre.
En són exemples l'actual Organització del Tractat de l'Atlàntic Nord, una aliança per la qual la invasió d'un dels seus estats membres comportaria la intervenció de suport militar i bèl·lic de tota la resta. Històricament, n'és un altre exemple la participació de la Gran Bretanya i de França durant la Primera Guerra Mundial, que fou conseqüència dels seus compromisos per tal de garantir la neutralitat de Bèlgica, envaïda per Alemanya. En aquesta mateixa contesa, Itàlia s'hi mantingué neutra al principi i, de fet, el 1914 declarà l'absència d'un casus foederis perquè el seu tractat amb l'Imperi Austrohongarès no ho recollia i perquè, a més a més, com a part de la Triple Aliança, l'Imperi Austrohongarès era l'estat atacant i no pas l'atacat.